# Файруз
Файруз (на арабски: فيروز), с рождено име Нухад Хадад, е световно известна ливанска певица и актриса в музикалния театър.
Тя е най-известната и най-слушаната в света певица от Арабския свят. В продължение на десетилетия почти всички радиостанции в Арабския свят започват сутрешното си излъчване с песен на Файруз. Считана е за музикална икона на Ливан, както Едит Пиаф във Франция, Елвис Пресли в САЩ, Лиз Асиа (Lys Assia) в Швейцария.
С кариера, обхващаща повече от 6 десетилетия, Файруз е записала почти 1500 песни, пуснала повече от 80 албума, участвала в 20 мюзикъла, с продадени в света над 150 млн. записа, което я нарежда на 1-во място сред артистите от Близкия Изток и сред челните в света.

## Биография
Родена е като 4-то дете в Джабал ал-Арз на 21 ноември 1934 г. Израства в културната среда на Бейрут, където се премества заедно със семейството си през 1935.
Омъжва се през 1955 г. за композитора и текстописец Аси Рахбани (1923 – 1986). С него и брат му Мансур (1925 – 2009), стават предвестници на новото музикално движение в Ливан. Като дете е маронитка, приема вярата на съпруга си, член на Антиохийската православна църква.

## Дискография
- Itab
- A'tini al-Nay
- Shadi
- Shatty Ya Douniah
- Sa'alouni-n-Naas
- Allah Maak Ya Hawana
- Mwashahat Andalusiah
- Sakana El-Leil
- Hawa Bairut
- Khidni
- Bhibbak Ya Lubnan
- Fi Ahwi al Mafra'
- Ya Tair
- Mishwar

## Филмография
- Bayya' al-Khawatim (1964)
- Safar Barlik (1967)
- Bint al-Haris (1968)